# Gardner (Mondkrater)
Gardner ist ein Einschlagkrater auf der nordöstlichen Mondvorderseite, am nördlichen Rand des Mare Tranquillitatis, südwestlich des Kraters Maraldi.
Der Krater ist schüsselförmig und wenig erodiert.
Der Krater wurde 1976 von der IAU nach dem amerikanischen Physiker Irvine Clifton Gardner offiziell benannt.